# Villogorgia nozzolea
Villogorgia nozzolea is een zachte koraalsoort uit de familie Plexauridae. De koraalsoort komt uit het geslacht Villogorgia. Villogorgia nozzolea werd in 1996 voor het eerst wetenschappelijk beschreven door Grasshoff. 